# Lancelot Lytton Richardson
Lancelot Lytton Richardson, avstralski častnik, vojaški pilot in letalski as, * 18. oktober 1895, Bereen Barraba, New South Wales, † 13. april 1917, (KIA).  	
Stotnik Richardson je v svoji vojaški karieri dosegel 7 zračnih zmag.

## Odlikovanja
- Military Cross (MC)